# ساموراي شوداون 3: بلايدز أف بلود
ساموراي شوداون 3: بلايدز أُف بلود (باليابانية: サムライスピリッツ: 斬紅郎無双剣) (بالإنجليزية: Samurai Shodown III: Blades of Blood ساموراي شوداون 3: نصال الدم)، هي لعبة قتال تم تطويرها ونشرها بواسطة شركة إس إن كي، وهي اللعبة الرئيسية الثالثة في سلسلة ساموراي شوداون، صدرت لأول مرة على صالات الأركيد عام 1995، وبعدها عام 1996 على أنظمة بلاي ستيشن وغيم بوي وسيغا ساترن، وغيرها.

## قصة
النصف الأول من القصة يتكون من فصلين تم وضعهم بتسلسل زمني بين أحداث ساموراي شوداون وساموراي شوداون 2. اللعبة تتبع رحلة صبي صغير شبه فاقد للذاكرة يُدعى شيزومارو هيسامي بينما يبحث هو والعديد من المحاربين الآخرين عن قوة قوية. والمبارز الخطير المسمى زانكورو مينازوكي لأسباب شخصية خاصة بهم.

## لعب
بالمقارنة مع الألعاب الأخرى في السلسلة، تتمتع اللعبة بجمالية أكثر قتامة. تم استبعاد الشخصيات الأكثر مرحًا (Earthquake، وCham Cham، وGen-an) من الألعاب السابقة، وحصل سيد الكابوكي، كيوشيرو سينريو، على إعادة تصميم، مما حوله من مؤدي مسرحي لامع إلى وجه متجهم، الرجل العضلي. تم إعادة رسم جميع الشخصيات بالكامل.
أيضًا، تم تغيير تخطيط الزر، حيث تم تعيين أول ثلاثة من الأزرار الأربعة المتاحة لهجمات مائلة ضعيفة ومتوسطة وقوية، على التوالي. الزر الرابع يستخدم لهجمات الركلة.
```
تغيرت وتيرة اللعبة إلى حد ما، حيث يمكن إلغاء العديد من الهجمات الأساسية وتحويلها إلى حركات خاصة، وهو أمر نادر للغاية في أول دفعتين.  تمت إزالة معظم خيارات الحركة في Samurai Shodown 2 لصالح القدرة على تفادي الهجمات بالضغط على الزرين A وB في وقت واحد.  عند الاقتراب، يؤدي تنفيذ هذا الأمر إلى التحول السريع إلى ظهر الخصم، والذي يمكن بعد ذلك أن تتبعه هجمات أخرى.
[
4
]
من الممكن أيضًا منع الهجمات في الجو.  يتم أيضًا طرح العناصر في ساحة المعركة من خارج الشاشة بدلاً من رجل التوصيل الذي يعمل في الخلفية.
```

```
إلى جانب الإصلاح الجمالي، جاءت تغييرات كبيرة في طريقة اللعب، مثل إضافة نسختين قابلتين للاختيار من كل شخصية.
```